# Дунайська флотилія (Хорватія)

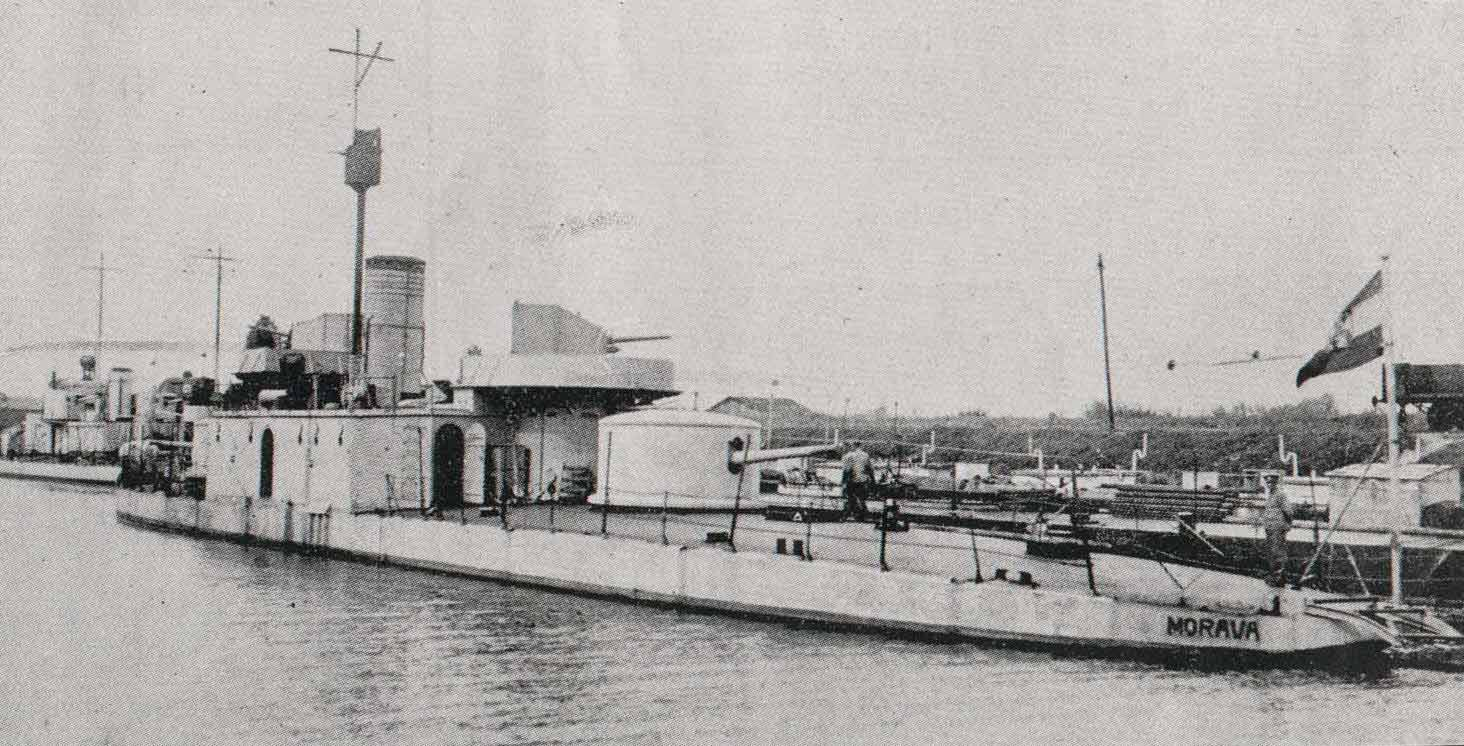
Незалежна держава Хорватія використовувала на Дунаї річковий монітор "Воsna". Фотографія корабля періоду його служби у Річковій флотилії Королівства Югославії під ім'ям "Morava", 1924

Хорватська Дунайська флотилія — умовна назва річкових сил Хорватії на Дунаї та його притоці Драві, підрозділи яких уперше були створені за часів Незалежної Держави Хорватія в 1941-1945 роках. На даний час Хорватія має на Дунаї обмежений контингент кораблів — Річковий батальйон, який діє у складі інженерного полку.

## Дунайська флотилія Незалежної держави Хорватія
Річкові сили Хорватії були організовані в 1941 році після капітуляції Югославії та утворення Незалежної держави Хорватії.
Першим кораблем флотилії став сторожовий катер «Усташа». Для поліцейської служби Німеччина передала Хорватії п'ять катерів, переведених з Нідерландів. Вони були названі «Пакра», «Пциня», «Петриця», «Плива», «Прача». Завдання тралення повинні були вирішувати два допоміжні тральщики — «Загреб» і «Петар Зринскі». У 1942 і 1943 роках були підняті і вступили в дію флотилії, загиблі в період югославської кампанії: мінний загороджувач «Цер», що став штабним кораблем під ім'ям «Врбас», і монітори «Сава» та «Морава» (останній отримав нове ім'я — «Босна»). До кінця 1943 р. річкові сили поповнилися також сторожовим катером «Босут».
Так само до складу річкових сил входив сформований загін морської піхоти (згодом переформований у батальйон), розквартирований у Земуні. Завданням підрозділу було забезпечення діяльності флотилії на березі і операції проти партизанів.
У 1944 р. хорватські сили зазнали значних втрат: на мінах загинули монітор «Босна» і допоміжні тральщики «Загреб» і «Петар Зрінскі», був затоплений екіпажем монітор «Сава». Уцілілі сторожові катери були включені до складу німецької Дунайської флотилії.

## Сучасні річкові сили Хорватії
Першу річкову роту в історії сучасної Хорватії засновано 28 червня 1991 р. у складі 3-ї бригади національної гвардії. Вже 1 серпня того ж року вона взяла участь в евакуації цивільного населення з Алімаша. 1 жовтня 1991 р. створено загін річкової військової флотилії «Драва». 1993 року утворено інший підрозділ — річкову бригаду в Осієку.
З 2007 р. флотилія — це Річковий батальйон, частина хорватської армії, у складі інженерного полку. Розквартирована в Осієку. Організаційна структура річкового батальйону включає в себе командування, командне управління (оперативне управління), загін річкових кораблів, мінне управління, логістичне управління. У коло завдань батальйону входять: забезпечення судноплавства, операції за надзвичайних ситуацій, пошуково-рятувальні операції, інші інженерні операції. Корабельний склад обмежується сторожовими катерами PB-91 і PB-93, кількома іншими одиницями. Підготовка екіпажів проходить спільно з військово-морськими силами: так, підготовка плавців здійснюється разом із батальйоном спеціальних операцій хорватського флоту, а стрільби проводяться разом з артилеристами флоту.
Командувачем батальйоном з 2007 р. є полковник Борис Стубичар.